# USS Leary (DD-879)
USS Leary (DD/DDR-879) là một tàu khu trục lớp Gearing được Hải quân Hoa Kỳ chế tạo vào giai đoạn cuối Chiến tranh Thế giới thứ hai. Nó là chiếc tàu chiến thứ hai của Hải quân Mỹ được đặt theo tên Trung úy Hải quân Clarence F. Leary (1894-1918), người tử trận trong Thế Chiến I và được truy tặng Huân chương Chữ thập Hải quân. Hoàn tất khi chiến tranh đã kết thúc, con tàu tiếp tục phục vụ trong giai đoạn Chiến tranh Lạnh và Chiến tranh Việt Nam cho đến khi xuất biên chế năm 1973. Nó được chuyển cho Tây Ban Nha và tiếp tục phục vụ cùng Hải quân Tây Ban Nha như là chiếc Langara (D64) cho đến năm 1994, trở thành một trong những chiếc lớp Gearing có thời gian phục vụ lâu nhất. Con tàu bị tháo dỡ sau đó.

## Thiết kế và chế tạo
Learyđược đặt lườn tại xưởng tàu của hãng Consolidated Steel Corporation ở Orange, Texas vào ngày 11 tháng 8 năm 1944. Nó được hạ thủy vào ngày 20 tháng 1 năm 1945; được đỡ đầu bởi bà Theodore S. Wilkinson, phu nhân Phó đô đốc Theodore S. Wilkinson, và nhập biên chế vào ngày 7 tháng 5 năm 1945.

## Lịch sử hoạt động

### 1945 - 1950
Leary hoàn tất việc chạy thử máy tại khu vực vịnh Guantánamo, Cuba vào ngày 23 tháng 6 năm 1945, khi nó đi đến cảng nhà Norfolk, Virginia. Vào lúc này Hải quân Hoa Kỳ cải biến 24 trong số 98 tàu khu trục lớp Gearing thành những tàu khu trục cột mốc radar, có khả năng cảnh báo sớm các vụ không kích mà không bị quá tải Trung tâm Thông tin Hành quân. Vì vậy Leary trải qua đợt đại tu và nâng cấp, trang bị những radar tiên tiến nhất vào lúc đó, rồi lên đường đi Boston, Massachusetts. Nó lại đi đến Casco Bay, Maine để hoạt động cùng một lực lượng đặc nhiệm hầu phát triển chiến thuật phòng thủ chống những cuộc tấn công tự sát kiểu kamikaze. Nó quay trở lại Xưởng hải quân Boston nhằm chuẩn bị tham gia cuộc Duyệt binh Hạm đội Tổng thống tại thành phố New York nhân ngày Hải quân.
Sau cuộc duyệt binh, Leary quay trở về Norfolk và gia nhập Hải đội Khu trục 1. Hải đội đón lên tàu một số đơn vị Lục quân, đưa họ băng qua kênh đào Panama và tiễn những đơn vị này rời tàu tại San Diego. Các con tàu lại lên đường không lâu sau đó để hướng đến Trân Châu Cảng, và sau đó là Yokosuka. Sau kỳ nghỉ lễ Giáng sinh tại cảng Nhật Bản, hải đội được tách ra thành những đội độc lập để làm nhiệm vụ chiếm đóng. Lực lượng Đặc nhiệm 69, đội của Leary, còn bao gồm các tàu khu trục Vesole (DD-878), Dyess (DD-880) và Bordelon (DD-881), tất cả đều thuộc lớp Gearing. Đơn vị hoạt động dọc theo bờ biển Kure trước khi tập trung trở lại Yokosuka vài tháng sau đó. Trong quá trình thực hành mặt trước tháp pháo 5-inch số 1 bị hư hại, buộc con tàu phải đi đến Yokosuka để sửa chữa.

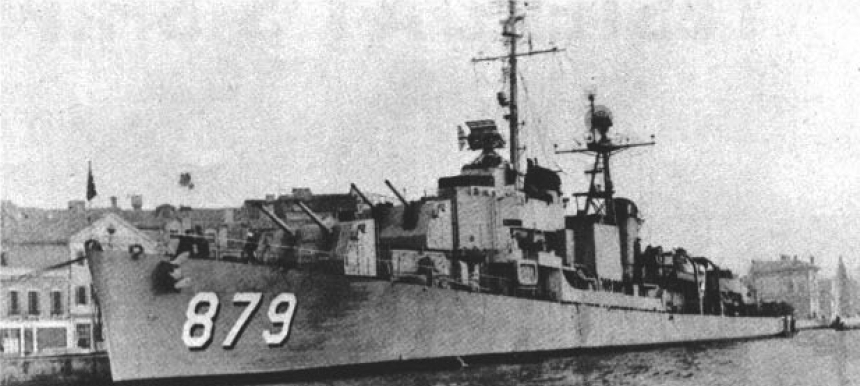
USS Leary tại Venice, năm 1949.

Đội khu trục lên đường đi Guam, riêng Leary gia nhập ít lâu sau đó sau khi hoàn tất việc sửa chữa. Tại Guam nó tham gia vào Lực lượng Đặc nhiệm 77, lực lượng tấn công chủ lực tại khu vực Tây Thái Bình Dương, bao gồm các tàu sân bay Bunker Hill (CV-17) và Antietam (CV-36), tàu tuần dương hạng nặng Boston (CA-69), các tàu tuần dương hạng nhẹ Topeka (CL-67) và Duluth (CL-87) cùng toàn đội tàu khu trục bao gồm Blue (DD-744) và ba tàu khu trục khác. Lực lượng đặc nhiệm thường hoạt động tại khu vực Saipan, và đôi khi từ Apra Harbor, Guam.
Trong giai đoạn này đội khu trục của Leary đang hộ tống các tàu sân bay đi Hong Kong. Sau khi toàn bộ các đơn vị của lực lượng đặc nhiệm được tập trung, họ di chuyển đến Thanh Đảo, Trung Quốc sau khi nghỉ qua đêm tại vịnh Buckner, Okinawa. Các tàu tuần dương và tàu khu trục đưa thủy thủ của các tàu sân bay đến Thượng Hải cho một đợt nghỉ phép, rồi hành trình quay trở về nhà bắt đầu từ Thanh Đảo vào ngày 4 tháng 6, 1946, với những hoạt động và chặng dừng dọc đường đi. Leary về đến San Diego vào ngày 21 tháng 12, 1946, để rồi lại lên đường vào đầu tháng 1, 1947, băng qua kênh đào Panama để quay về Norfolk và sau đó là Newport, Rhode Island. Con tàu bắt đầu hoạt động tại vùng bờ Đông Hoa Kỳ.
Leary khởi hành từ Newport cho chuyến đi hoạt động đầu tiên sang Địa Trung Hải vào ngày 29 tháng 10, 1947. Nó gia nhập cùng Đệ Lục hạm đội và đã viếng thăm các cảng Algeria, Hy Lạp, Ý và đảo Rhodes. Con tàu quay trở về nhà vào ngày 14 tháng 2, 1948. Vào năm 1949, nó được xếp lại lớp như một tàu khu trục cột mốc radar, và mang ký hiệu lườn mới DDR-879.

### 1950 - 1964

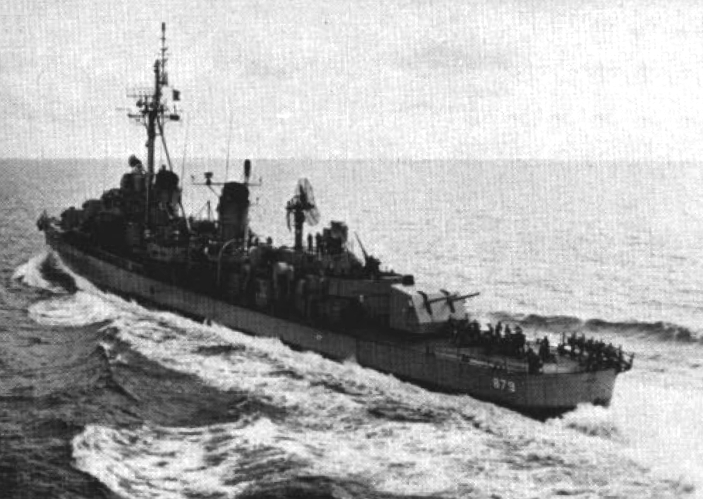
USS Leary vào năm 1962.

Trong gần mười lăm năm tiếp theo, Leary luân phiên các lượt biệt phái phục vụ cùng Đệ Lục hạm đội tại Địa Trung Hải với những giai đoạn được nghỉ ngơi, bảo trì, sửa chữa và huấn luyện hay tập trận cùng Đệ Nhị hạm đội dọc theo vùng bờ Đông và vùng biển Caribe. Ngoại trừ năm 1957, nó hầu như được biệt phái hàng năm sang sang Địa Trung Hải, và đã tham gia các hoạt động tuần tra ngăn ngừa khi xảy ra vụ Khủng hoảng kênh đào Suez năm 1956. Vào năm 1958, nó được huy động hỗ trợ cho việc đổ bộ binh lính Thủy quân Lục chiến lên Beirut, và sau đó hoạt động tuần tra ngoài khơi Liban vào lúc xảy ra cuộc khủng hoảng chính trị tại đất nước này.
Vào ngày 22 tháng 10, 1962, Tổng thống John F. Kennedy công bố quyết định "cô lập" hàng hải Cuba, sau khi máy bay trinh sát phát hiện ra Liên Xô đang bố trí những tên lửa đạn đạo tầm trung mang đầu đạn hạt nhân trên hòn đảo Trung Mỹ này, khiến đưa đến vụ Khủng hoảng tên lửa Cuba. Leary được huy động vào lực lượng hải quân làm nhiệm vụ phong tỏa, gia nhập cùng tàu tuần dương hạng nặng Newport News (CA-148), soái hạm của lực lượng, và hoạt động tuần tra tại vùng biển giữa Key West, Florida và Havana, Cuba từ ngày 22 tháng 10 đến ngày 24 tháng 11.
Cao điểm của vụ việc là vào ngày 9 tháng 11, khi Leary cùng Newport News hoạt động tại vùng biển về phía Đông Bắc Cuba; radar của chiếc tàu khu trục đã phát hiện chiếc tàu chở hàng Xô-viết đang hướng đến Labinsk khu vực bị phong tỏa. Ba phút sau, Leary cùng với Newport News đã chặn đường chiếc tàu chở hàng, yêu cầu nó giảm tốc độ và dừng lại; và trong khi Leary xoay các khẩu pháo sang chiếc tàu chở hàng, một đội đổ bộ của Newport News đã đi sang khám xét Labinsk, tìm thấy hai tên lửa đạn đạo tầm trung nhưng không mang đầu đạn. Sau khi hoàn tất việc khám xét và chụp ảnh các tên lửa, họ cho phép con tàu Xô Viết rời khỏi vùng biển Cuba và quay trở về. Leary tiếp tục theo dõi Labinsk trong 20 phút trước khi tiếp nối hoạt động tuần tra.
Đến ngày 24 tháng 11, Tổng thống Kennedy tuyên bố hoạt động phong tỏa đã thành công, và gỡ bỏ lệnh "cô lập" hàng hải sau khi các tên lửa tầm trung Liên Xô đã được tháo dỡ và di chuyển khỏi Cuba. Leary và Newport News về đến Norfolk một ngày trước lễ Tạ ơn khi đã hoàn thành nhiệm vụ.
Từ tháng 4, 1964 đến tháng 1, 1965, Leary trải qua một đợt sửa chữa và nâng cấp trong khuôn khổ Chương trình Hồi sinh và Hiện đại hóa Hạm đội I (FRAM: Fleet Rehabilitation and Modernization), nhằm kéo dài vòng đời hoạt động thêm 10 đến 20 năm, đồng thời nâng cao năng lực tác chiến. Nó được cải tiến những thiết bị điện tử, radar và sonar hiện đại. Tháp pháo 5-inch phía trước thứ hai được tháo dỡ thay thế, bằng hai bệ ống phóng ngư lôi Mark 32 ba nòng, trang bị thêm bệ phóng tên lửa chống ngầm RUR-5 ASROC giữa các ống khói, cùng hầm chứa và sàn đáp để vận hành máy bay trực thăng không người lái chống tàu ngầm Gyrodyne QH-50 DASH. Do được tháo dỡ dàn radar DDR, nó được xếp lại lớp như một tàu khu trục thông thường, và lấy lại ký hiệu lườn cũ DD-879 vào ngày 1 tháng 7, 1964.

### 1965 - 1969
Một cuộc đảo chính của phe cánh Tả xảy ra tại Cộng hòa Dominica vào ngày 24 tháng 4, 1965, dẫn đến những bất ổn và bạo loạn, đã khiến Hoa Kỳ quyết định can thiệp để duy trì trật tự, đảm bảo an ninh cho công dân Hoa Kỳ, đồng thời với dụng ý ngăn ngừa một chính phủ cộng sản có thể nắm chính quyền như trường hợp của Cuba. Vì vậy, từ ngày 6 đến ngày 27 tháng 8, Leary đã làm nhiệm vụ gìn giữ hòa bình ngoài khơi thủ đô Santo Domingo để bảo vệ cho việc đổ bộ lực lượng Thủy quân Lục chiến, rồi tiếp tục hỗ trợ cho lực lượng viễn chinh Hoa Kỳ, và sau đó cùng lực lượng đa quốc gia được Tổ chức các quốc gia châu Mỹ phái đến để vãn hồi trật tự.
Leary sau đó được cử sang tham gia cuộc Chiến tranh Việt Nam. Nó đã phục vụ cùng Lực lượng Đặc nhiệm 77 thuộc Đệ Thất hạm đội tại Trạm Yankee trong vịnh Bắc Bộ, tham gia hộ tống chống tàu ngầm và hoạt động canh phòng máy bay cho các tàu sân bay, mà có lúc lên đến ba chiếc cùng hoạt động phối hợp. Ngoài ra chiếc tàu khu trục còn bắn phá bờ biển đối phương, bắn hải pháo hỗ trợ cũng như tham gia các hoạt động tìm kiếm và giải cứu (SAR: Search And Rescue) những phi công bị bắn rơi. Sau khi được thay phiên, con tàu quay trở về vào ngày 16 tháng 12, 1965.
Sau một giai đoạn được nghỉ ngơi và bảo trì, Leary khởi hành từ Norfolk vào ngày 4 tháng 3, 1966 cho một lượt phục vụ kéo dài năm tháng cùng Đệ Lục hạm đội tại khu vực Địa Trung Hải. Hoàn tất lượt hoạt động, nó quay trở về cảng nhà vào ngày 12 tháng 8, và trong một tháng tiếp theo được sửa chữa, bảo trì và tiếp liệu. Cho đến hết năm 1966, con tàu thực hành huấn luyện tại chỗ, bao gồm hoạt động huấn luyện đánh giá hai máy bay trực thăng không người lái QH-50 DASH. Sang đầu năm 1967, từ ngày 3 đến ngày 17 tháng 3, nó phục vụ như tàu huấn luyện cho Trường Sonar Hạm đội tại Key West, Florida.
Cùng với các tàu khu trục Cony (DD-508), Waldron (DD-699) và Damato (DD-871), Leary khởi hành từ Norfolk vào ngày 5 tháng 7, 1967 để đi sang Viễn Đông qua ngã kênh đào Panama, và tiếp tục tham chiến tại Việt Nam. Đi đến vùng chiến sự, nó lập tức được giao vai trò bắn phá bờ biển Bắc Việt Nam, luân phiên với những hoạt động cùng các tàu sân bay tại Trạm Yankee.
Trong đợt hoạt động này Leary bắt đầu tham gia các hoạt động thuộc Chiến dịch Sea Dragon, nhằm phá hủy các mục tiêu giao thông trên bộ cũng như ngăn chặn việc vận chuyển vũ khí và tiếp liệu ven biển của đối phương. Các tàu chiến thường hoạt động từng đôi một, với từ hai đến bốn tàu khu trục Hoa Kỳ và Australia phối hợp với một tàu tuần dương, và được chỉ đường bởi máy bay trinh sát Douglas A-1 Skyraider hay Grumman S-2 Tracker xuất phát từ tàu sân bay. Các tàu chiến thường phải áp sát bờ, và thường xuyên phải chịu đựng hỏa lực pháo bờ biển từ phía Bắc Việt Nam; cho dù nhiều tàu chiến đã bị bắn trúng, không có chiếc nào bị đánh chìm trong suốt những năm chiến tranh, và Leary đã không chịu hư hại hay thương vong nào rong suốt hai năm tham gia hoạt động Sea Dragon. Đôi khi con tàu cũng được huy động để hỗ trợ hải pháo dọc bờ biển cho hoạt động tác chiến trên bộ của lực lượng Hoa Kỳ và đồng minh tại Nam Việt Nam; vào ngày 9 tháng 10, nó đã hoạt động tại khu vực vịnh Gành Rái thuộc vùng cửa sông Sài Gòn. Sau khi hoàn tất lượt phục vụ, chiếc tàu khu trục lên đường quay trở về Hoa Kỳ, về đến Norfolk vào ngày 30 tháng 1, 1968.
Leary quay trở lại những hoạt động thường lệ cùng Đệ Nhị hạm đội tại vùng bờ Đông cho đến ngày 4 tháng 6, 1968, khi nó đi đến Xưởng hải quân Philadelphia để được đại tu. Hoàn tất công việc trong xưởng tàu vào tháng 9, nó quay trở lại cảng Norfolk một thời gian ngắn trước khi lên đường đi sang vùng biển Caribe, nơi con tàu hoạt động huấn luyện ôn tập trong tháng 10 và tháng 11. Nó lại có những hoạt động thường lệ từ cảng nhà cho đến hết năm 1968. Đến tháng 1, 1969, chiếc tàu khu trục lại lên đường băng qua kênh đào Panama cho một lượt phục vụ khác cùng Đệ Thất hạm đội tại Viễn Đông. Các hoạt động tác chiến tương tự tại Việt Nam được nó thực hiện cho đến tháng 10, khi nó lên đường quay trở về Norfolk.

### 1969 - 1975
Vào ngày 5 tháng 11, 1969, tàu chở dầu Keo dài 632 ft (193 m) mang cờ Liberia bị vỡ làm đôi do sóng biển mạnh tại vị trí về phía Đông Cape May, New Jersey khoảng 30 mi (48 km). Những thông tin ban đầu cho biết có 36 thành viên thủy thủ đoàn vẫn an toàn tại phần đuôi vẫn còn nổi của con tàu. Leary lập tức được phái đến hiện trường cùng với tàu khu trục Hugh Purvis (DD-709), tàu tuần dương Fox (CG-33), hai tàu cutter thuộc lực lượng Tuần Duyên và hai máy bay Lockheed C-130 Hercules. Tuy nhiên trước khi lực lượng cứu hộ kịp đến nơi, phần đuôi tàu bị đắm và cả 36 thành viên thủy thủ đoàn đều tử nạn.
Từ tháng 5 đến tháng 10, 1970, Leary được phái đi phục vụ cùng Đệ Lục hạm đội tại Địa Trung Hải; sau đó con tàu còn thực hiện một lượt hoạt động tương tự từ tháng 12, 1971  đến tháng 6, 1972. Đây là những chuyến hoạt động cuối cùng tại nước ngoài, khi nó sau đó chỉ có những hoạt động dọc theo vùng bờ Đông, cho đến khi được cho xuất biên chế tại Norfolk vào ngày 31 tháng 10, 1973. Với 28 năm phục vụ, Leary là một trong những tàu khu trục lớp Gearing phục vụ lâu nhất cùng Hải quân Hoa Kỳ. Con tàu trải qua một lượt khảo sát nhằm đánh giá độ bền của lườn tàu sau ảnh hưởng của vũ khí, nhằm cung cấp thông tin cho việc thiết kế các kiểu tàu chiến sau này. Sau khi hoàn tất, tên nó được cho rút khỏi danh sách Đăng bạ Hải quân vào ngày 2 tháng 6, 1975.

### Langara(D64)
Con tàu được chuyển giao cho chính phủ Tây Ban Nha vào ngày 17 tháng 5, 1978. Việc này thể hiện sự ủng hộ của Hoa Kỳ đối với việc chuyển đổi sang nền dân chủ của nước này, sau khi chấm dứt chế độ độc tài của tướng Franco. Con tàu phục vụ cùng Hải quân Tây Ban Nha như là chiếc Langara (D64). Con tàu ngừng hoạt động và bị tháo dỡ năm 1992.